# Supereroe nella vita reale

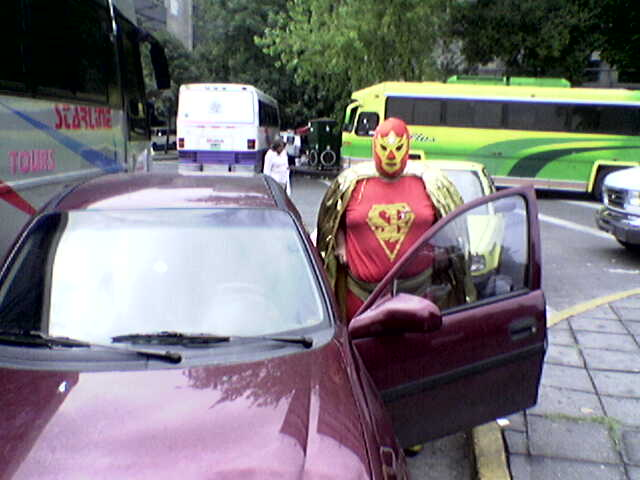
Superbarrio

Un supereroe nella vita reale (RLSH "Real Life Super Hero") è un individuo che combatte il crimine o aiuta la comunità mascherandosi con abiti ispirati ai supereroi dei fumetti.

## Storia

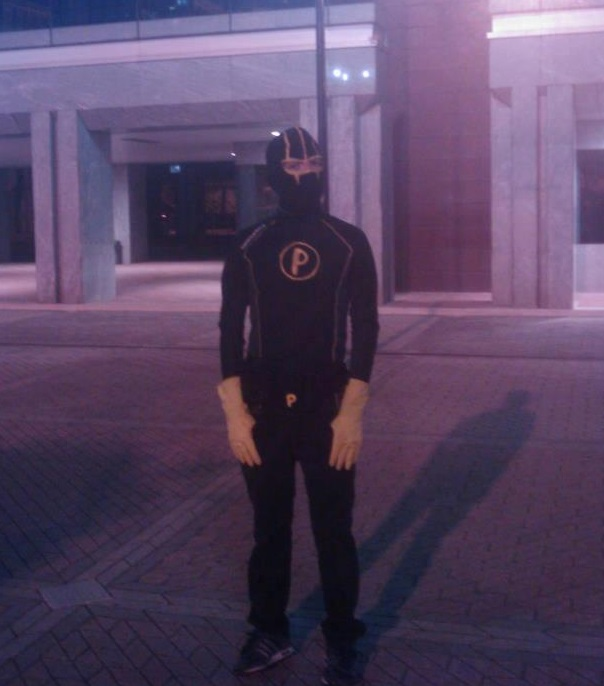
L'italiano Power Man durante una ronda

Fra gli antecedenti del fenomeno vi sono i Guardian Angels: un controverso gruppo di volontari che, a partire dalla fine degli anni settanta, tenta di ridurre la violenza nelle strade della città di New York. Uno dei primi veri e propri "supereroi", ovvero individui vestiti come i personaggi dei fumetti, fu il messicano Superbarrio che, dagli anni novanta, si è impegnato nell'aiutare le classi sociali in difficoltà e i senzatetto della comunità povera di Città del Messico. Nei primi anni 2000, ha fatto la sua comparsa una comunità di supereroi nata come espressione della sottocultura online, secondo alcuni anche come risultato  della politica di cittadinanza attiva del governo di Barack Obama. Nello stesso periodo è anche nata un'autodichiarata comunità virtuale ufficiale di supereroi nota come "Real Life Super Hero Project".
La maggior parte dei "supereroi" si trova negli Stati Uniti come, ad esempio, il campione di arti marziali miste Phoenix Jones, Terrifica, considerata un'icona al femminile, Mr. Silent dell'Illinois, gli XTreme Justice League, Shadow Hare e Crime Fighter Girl. In Australia si è avuto il caso di "Black Rat" e i Fauna Fighters: controverso duo ambientalista e animalista stanziato a Melbourne, mentre nel Regno Unito vi sono Angle-Grinder Man, noto per aver distrutto centinaia di ganasce applicate dalla polizia municipale alle automobili e un misterioso vigilante soprannominato "Bromley Batman", avvistato in varie zone del sud dell'Inghilterra.
In Svezia si è avuto "Väktaren", in Francia "Captain Ozone", in Italia "Entomo the Insect Man", che tenta di diffondere una più ampia coscienza ambientalista e in Finlandia "Laserskater". Altre nazioni del mondo che hanno visto l'emergere del fenomeno includono il Canada con Crimson Canuck, Lightstep, e Anujan Panchadcharam the Polarman così come la Colombia con Super Pan e la Cina, che conta sulla presenza di Redbud Woman. Il fenomeno prese piede anche in Italia dal 2007, con diversi supereroi presenti in tutto il territorio italiano, i quali si occupano prevalentemente di volontariato e segnalazioni alle forze dell'ordine.